# LG G Flex
LG G Flex – smartfon firmy LG.

## Specyfikacja techniczna
LG G Flex został wyposażony w procesor Qualcomm Snapdragon 800 8974AA jest to czterordzeniowy procesor o taktowaniu 2,26 GHz na rdzeń. Urządzenie posiada 2 GB RAM-u oraz 32 GB pamięci wewnętrznej. Telefon nie posiada slotu kart pamięci.

### Wyświetlacz
LG G Flex posiada ekran stworzony w technologii OLED o przekątnej 6,0 cala. Wyświetlacz posiada rozdzielczość 720x1280 pikseli, co daje zagęszczenie 245 pikseli na cal.

### Aparat fotograficzny
Aparat znajdujący się w telefonie ma 13 Mpix. Przednia kamera posiada rozdzielczość 2.1 Mpx.

### Akumulator
Telefon został wyposażony w akumulator litowo-jonowy o pojemności 3500 mAh.

## Design
Telefon charakteryzuje wygięty wyświetlacz.

## Software
Smartfon działa pod kontrolą Androida 4.2.2 Jelly Bean.